# Kalvakuntla Chandrashekhar Rao
Kalvakuntla Chandrashekhar Rao (ur. 17 lutego 1954 w Chintamadaka) – indyjski polityk.

## Życiorys
Urodził się w Chintamadaka nieopodal Siddipet w dzisiejszym stanie Telangana. Ukończył studia z zakresu literatury na hajdarabadzkim Uniwersytecie Osmania. Karierę polityczną rozpoczynał w Indyjskim Kongresie Narodowym, działał w jego organizacji młodzieżowej. W 1983 związał się z nowo utworzoną Telugu Desam Party (TDP). Do Zgromadzenia Ustawodawczego Andhry Pradesh dostał się po raz pierwszy w 1985, reelekcję uzyskiwał w czterech kolejnych wyborach, do 1999. Zasiadał w stanowym gabinecie kolejno w rządach N.T. Ramy Rao i Chandrababu Naidu. Odpowiadał za resorty suszy i zarządzania kryzysowego (1987-1988) i transportu (1996-1999). Następnie był zastępcą przewodniczącego parlamentu Andhry Pradesh (1999-2001).
W kwietniu 2001 wystąpił z TDP. Szybko stał się liderem ruchu na rzecz przyznania rodzinnej Telanganie statusu stanu. W tym też celu utworzył i stanął na czele Telangana Rashtra Samithi (TRS), również w kwietniu 2001. Kandydował z jej listy do izby niższej indyjskiego parlamentu federalnego, zdobywał mandat tak w 2004, 2009 jak i w 2014. Nawiązał współpracę koalicyjną z Kongresem, wszedł w skład pierwszego rządu Manmohana Singha, jako minister pracy i zatrudnienia (2004-2006). Kontynuował starania na rzecz Telangany i postulowanej przez siebie zmiany jej statusu prawnego, niekiedy uciekając się do radykalnych metod nacisku. W listopadzie 2009 ogłosił rozpoczęcie głodówki aż do śmierci. Zakończył ją po jedenastu dniach, po tym gdy rząd federalny przystał na spełnienie jego żądania. 
Po formalnym wyodrębnieniu Telangany w czerwcu 2014 Rao zdominował jej scenę polityczną. Od 2 czerwca 2014 jest pierwszym stanowym premierem. Reelekcję uzyskał w rozpisanych przed terminem wyborach z 2018. Istotną rolę w życiu politycznym odgrywa również jego rodzina, co spotyka się z krytyką oraz oskarżeniami o nepotyzm.
Poza ojczystym językiem telugu włada również angielskim, hindi i urdu. Znany ze znacznych zdolności oratorskich, jest również poetą.